# جوزيف كابكوفيتش
جوزيف كابكوفيتش ، من مواليد 11 يناير 1948 ، لاعب كرة قدم تشيكوسلوفاكي سابق.
لعب مع منتخب تشيكوسلوفاكيا لكرة القدم.

## روابط خارجية
- جوزيف كابكوفيتش على موقع قاعدة بيانات كرة القدم.إي يو (الإنجليزية)
- جوزيف كابكوفيتش على موقع ناشيونال فوتبول تيمز (الإنجليزية)